# قطعنامه ۷۲۸ شورای امنیت
قطعنامه ۷۲۸ شورای امنیت سازمان ملل متحد که در تاریخ ۰۸ ژانویه ۱۹۹۲ تصویب شد، سندی بین‌المللی دربارهٔ وضعیت کامبوج است. این قطعنامه طی نشست ۳۰۲۹ام با ۱۵ رای موافق، ۰ مخالف و ۰ ممتنع تصویب شد.